# Coupe Abbott
La coupe Abbott (en anglais : Abbott Memorial Cup) est un trophée de hockey sur glace remis annuellement de 1919 à 1999 à la meilleure équipe de niveau junior A de l'ouest du Canada.
Il porte le nom d'Edward Abbott (en), capitaine des Victorias de Regina, équipe championne du Canada en 1913 et 1914, tué en France durant la Première Guerre mondiale.

## Historique du trophée
De 1919 à 1971, la Coupe était présentée sous forme de série éliminatoire où s'affrontaient lors des demi-finales les champions junior de la Colombie-Britannique et ceux de l'Alberta (championnat aujourd'hui reconnu sous le nom de la coupe Doyle), ainsi que les champions de la Saskatchewan qui jouaient contre ceux du Manitoba (reconnu sous le nom de la coupe Anavet). Les vainqueurs s'affrontaient par la suite à l'occasion d'une série au meilleur de sept rencontres pour déterminer le récipiendaire de la Coupe. L'équipe qui remportait la Coupe disputait par la suite la finale de la coupe Memorial qui les opposaient aux champion junior de l'est.
À partir de 1935, le niveau junior A fut divisé en deux catégories, soit le junior A et le junior B, seules les équipes du junior A avaient alors la possibilité de se disputer la coupe Abbott.
En 1971, le niveau junior A fut divisé à nouveau; on retrouve alors le niveau junior majeur (aujourd'hui dirigé par la Ligue canadienne de hockey, le junior majeur était également reconnu sous l'appellation de tier I) et le niveau junior A (également reconnu sous l'appellation de tier II). La coupe Abbott resta avec le Junior A. La coupe Memorial étant dès lors remise au champion national du tier I, le vainqueur de la coupe Abbott prend part dès cette année à la coupe du Centenaire, remise à l'équipe championne au niveau junior A au Canada.
En raison du remaniement des régions ainsi que des changements à la coupe du Centenaire (aujourd'hui connue sous le nom de coupe de la Banque royale), les vainqueurs des coupes Doyle et Anavet accèdent directement au tournoi de la coupe du Centenaire à partir de 1991. La coupe Abbott est dès lors remise durant ce tournoi à l'équipe victorieuse de la rencontre opposant les gagnants des coupes Doyle et Anavet. Ce changement amène alors une diminution d'intérêt face au trophée Abbott et celui-ci cesse d'être décerné après l'obtention de 1999 par les Vipers de Vernon.

## Vainqueurs du trophée

### Champions de 1919 à 1934
Le trophée était alors présenté par l'Association de hockey amateur de la Saskatchewan à la meilleure équipe de niveau junior A.

Les équipes en caractères gras remportèrent également la coupe Memorial.
| Année | Équipe                             | Année | Équipe                           |
| ----- | ---------------------------------- | ----- | -------------------------------- |
| 1919  | Patricias de Regina                | 1920  | Fishermen de Selkirk             |
| 1921  | Falcons Junior de Winnipeg         | 1922  | Patricias de Regina              |
| 1923  | Bisons de l'Université du Manitoba | 1924  | Canadians de Calgary             |
| 1925  | Patricias de Regina                | 1926  | Canadians de Calgary             |
| 1927  | Bruins de Port Arthur-West Ends    | 1928  | Monarchs de Regina               |
| 1929  | Millionaires d'Elmwood             | 1930  | Patricias de Regina              |
| 1931  | Millionaires d'Elmwood             | 1932  | Monarchs de Winnipeg             |
| 1933  | Patricias de Regina                | 1934  | Athletic Club Roamers d'Edmonton |

### Champions de 1935 à 1970
À partir de 1935, seules les équipes catégorisées de niveau Junior A peuvent obtenir la coupe Abbott.

Les équipes en caractères gras remportèrent également la coupe Memorial. 
| Année | Équipe                           | Année | Équipe                          |
| ----- | -------------------------------- | ----- | ------------------------------- |
| 1935  | Monarchs de Winnipeg             | 1936  | Wesleys de Saskatoon            |
| 1937  | Monarchs de Winnipeg             | 1938  | Seals de St. Boniface           |
| 1939  | Athletic Club Roamers d'Edmonton | 1940  | Thistles de Kenora              |
| 1941  | Rangers de Winnipeg              | 1942  | Terriers de Portage             |
| 1943  | Rangers de Winnipeg              | 1944  | Smoke Eaters de Trail           |
| 1945  | Canucks de Moose Jaw             | 1946  | Monarchs de Winnipeg            |
| 1947  | Canucks de Moose Jaw             | 1948  | Bruins de Port Arthur-West Ends |
| 1949  | Wheat Kings de Brandon           | 1950  | Pats de Regina                  |
| 1951  | Monarchs de Winnipeg             | 1952  | Pats de Regina                  |
| 1953  | Canadiens de St. Boniface        | 1954  | Oil Kings d'Edmonton            |
| 1955  | Pats de Regina                   | 1956  | Pats de Regina                  |
| 1957  | Bombers de Flin Flon             | 1958  | Pats de Regina                  |
| 1959  | Braves de Winnipeg               | 1960  | Oil Kings d'Edmonton            |
| 1961  | Oil Kings d'Edmonton             | 1962  | Oil Kings d'Edmonton            |
| 1963  | Oil Kings d'Edmonton             | 1964  | Oil Kings d'Edmonton            |
| 1965  | Oil Kings d'Edmonton             | 1966  | Oil Kings d'Edmonton            |
| 1967  | Marrs de Port Arthur             | 1968  | Bruins d'Estevan                |
| 1969  | Pats de Regina                   | 1970  | Red Wings de Weyburn            |

### Champions de 1971 à 1990
À la suite de la création du niveau Junior majeur (tier I) seules les équipes de niveau junior A (tier II) peuvent remporter la coupe Abbott.

Les équipes en caractères gras remportèrent également la coupe du Centenaire/coupe de la Banque royale. 
| Année | Équipe                   | Ligue | Année | Équipe                    | Ligue |
| ----- | ------------------------ | ----- | ----- | ------------------------- | ----- |
| 1971  | Rustlers de Red Deer     | LHJA  | 1972  | Rustlers de Red Deer      | LHJA  |
| 1973  | Terriers de Portage      | LHJM  | 1974  | Steelers de Selkirk       | LHJM  |
| 1975  | Mets de Spruce Grove     | LHJA  | 1976  | Mets de Spruce Grove      | LHJA  |
| 1977  | Raiders de Prince Albert | LHJS  | 1978  | Raiders de Prince Albert  | LHJS  |
| 1979  | Raiders de Prince Albert | LHJS  | 1980  | Rustlers de Red Deer      | LHJA  |
| 1981  | Raiders de Prince Albert | LHJS  | 1982  | Raiders de Prince Albert  | LHJS  |
| 1983  | Flyers d'Abbotsford      | LHCB  | 1984  | Red Wings de Weyburn      | LHJS  |
| 1985  | Knights de Penticton     | LHCB  | 1986  | Knights de Penticton      | LHCB  |
| 1987  | Sockeyes de Richmond     | LHCB  | 1988  | Hounds de Notre Dame      | LHJS  |
| 1989  | Lakers de Vernon         | LHCB  | 1990  | Royals de New Westminster | LHCB  |

### Champions de 1991 à 1999
La coupe Abbott était remise durant le tournoi de la coupe du Centenaire/coupe de la Banque royale au vainqueur de la rencontre opposant l'équipe championne de la coupe Doyle à celle de la coupe Anavet.

Les équipes en caractères gras remportèrent également la coupe du Centenaire/coupe de la Banque royale. 
| Année | Équipe                  | Ligue | Année | Équipe                 | Ligue |
| ----- | ----------------------- | ----- | ----- | ---------------------- | ----- |
| 1991  | Lakers de Vernon        | LHCB  | 1992  | Lakers de Vernon       | LHCB  |
| 1993  | Spartans de Kelowna     | LHCB  | 1994  | Grizzlys de Olds       | LHJA  |
| 1995  | Blues de Winnipeg South | LHJM  | 1996  | Mustangs de Melfort    | LHJS  |
| 1997  | Eagles de South Surrey  | LHCB  | 1998  | Eagles de South Surrey | LHCB  |
| 1999  | Vipers de Vernon        | LHCB  |       |                        |       |